# Associazione Calcio Valdagno 1991-1992
Questa voce raccoglie le informazioni riguardanti  l'Associazione Calcio Valdagno nelle competizioni ufficiali della stagione 1991-1992.

## Rosa
| N. |                   | Ruolo | Calciatore          |
| -- | ----------------- | ----- | ------------------- |
|    | Italia (bandiera) | P     | Alessandro Bacchin  |
|    | Italia (bandiera) | D     | Guido Bonadio       |
|    | Italia (bandiera) | D     | Massimo Bovo        |
|    | Italia (bandiera) | C     | Silvio Busato       |
|    | Italia (bandiera) | D     | Dario Da Ros        |
|    | Italia (bandiera) | D     | Robert De Marchi    |
|    | Italia (bandiera) | A     | Cristian Del Sorbo  |
|    | Italia (bandiera) | A     | Alessio Florio      |
|    | Italia (bandiera) | D     | Francesco Maino     |
|    | Italia (bandiera) | C     | Salvatore Mantovani |

| N. |                   | Ruolo | Calciatore       |
| -- | ----------------- | ----- | ---------------- |
|    | Italia (bandiera) | D     | Mauro Mattiello  |
|    | Italia (bandiera) | C     | Matteo Pagani    |
|    | Italia (bandiera) | A     | Matteo Penzo     |
|    | Italia (bandiera) | D     | Roberto Perlotto |
|    | Italia (bandiera) | C     | Marco Pettinà    |
|    | Italia (bandiera) | C     | Andrea Sambugaro |
|    | Italia (bandiera) | A     | Stefano Santi    |
|    | Italia (bandiera) | A     | Oscar Valeri     |
|    | Italia (bandiera) | C     | Mauro Zorzi      |